# Sorex saussurei
Sorex saussurei — вид роду мідиць (Sorex) родини мідицевих.

## Поширення
Країни поширення: Гватемала, Мексика. Мешкає на висотах від 2100 до принаймні 3650 м над рівнем моря. Він може бути знайдений в лісі, а також полях кукурудзи або вівса.

## Звички
Наземний і живе в неглибоких норах в опалому листі або біля поверхні ґрунту.

## Загрози та охорона
Вирубка лісів відбувається в частинах ареалу, хоча це не вважається серйозною загрозою, так як це поширений вид.